# Rota dos Pastorinhos

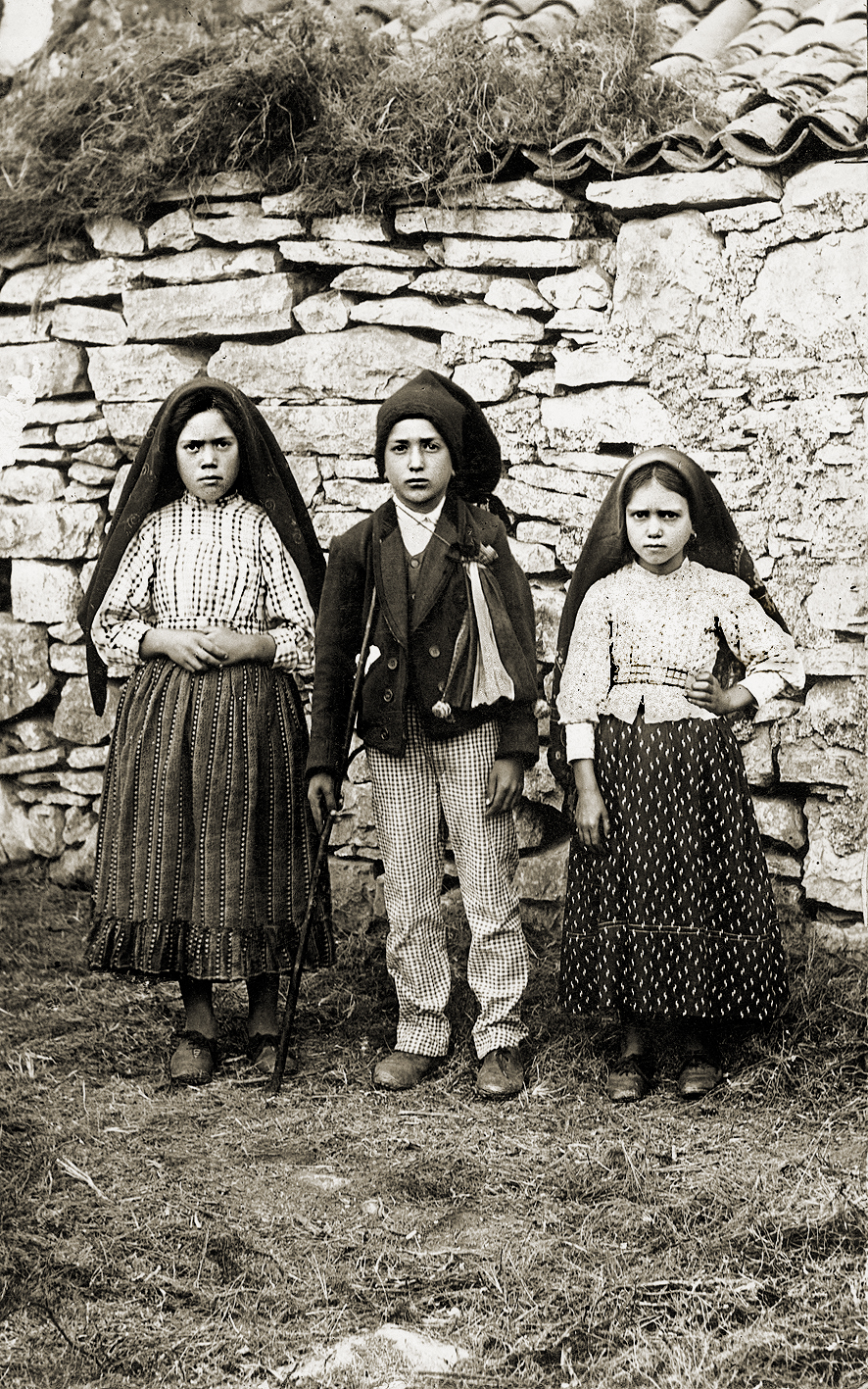
Os Três Pastorinhos de Fátima: Lúcia dos Santos com os seus primos São Francisco Marto e Santa Jacinta Marto.

A Rota dos Pastorinhos é um percurso evocativo dos lugares associados à vida dos três pastorinhos, videntes de Nossa Senhora de Fátima, no concelho de Ourém, em Portugal.

## A Rota dos Pastorinhos
O percurso da Rota dos Pastorinhos é composto pelos seguintes lugares:
- 1 – Santuário de Fátima (evoca os Pastorinhos de Fátima na Cova da Iria)
- 2 – A aldeia de Aljustrel (local de nascimento dos Pastorinhos de Fátima)
- 3 – Igreja Paroquial de Fátima (local de batismo dos Pastorinhos de Fátima)
- 4 – Antigo edifício dos Paços do Concelho de Ourém
- 5 – Casa do Administrador: Museu Municipal de Ourém
- 6 – Igreja Paroquial de Ourém
- 7 – Antigo Hospital de Santo Agostinho
- 8 – Memorial Jacinta Marto (Cemitério Municipal de Ourém)
- 9 – Capela da Soutaria
- 10 – Antiga casa do Pároco do Olival